# Out of Africa I
Out of Africa I, o Prima diaspora fuori dall'Africa dalla corrispondente definizione inglese Early expansions of hominins out of Africa, è un'ipotesi paleoantropologica relativa alle più antiche migrazioni dall'Africa all'Eurasia di individui del genere homo, verificatesi tra 1 800 000 e 200 000 anni dal presente (BP - Before Present in inglese).
Si ritiene che le prime migrazioni siano avvenute tra 1 800 000 e 1 300 000 anni dal presente a opera di individui della specie Homo ergaster, evolutisi in Homo erectus in seguito alla loro permanenza in Asia. Successive migrazioni, a partire da 1 200 000 di anni BP sono attribuite a individui della specie Homo antecessor, e a partire da 600 000 anni BP a individui della specie Homo heidelbergensis.
Il fossile più antico del genere Homo ritrovato fuori dall'Africa, è quello ritrovato nel Caucaso in Georgia, noto come Dmanisi 4, che si crede sia vissuto 1 800 000 anni dal presente, per il quale si dibatte se appartenga alla specie Homo erectus, o a quella distinta dell'Homo georgicus.
Queste migrazioni sono considerate separatamente da quella attribuita all'Homo sapiens, avvenuta a partire da 200 000 anni BP, nota come ipotesi dell'Out of Africa II.

## Descrizione

Migrazioni umane di Homo erectus (giallo), Homo neanderthalensis (ocra) e Homo sapiens (rosso).

All'incirca 2,6 milioni di anni fa, individui del genere Homo escono dall'areale tipico dei primati, situato prevalentemente entro la fascia tropicale. La prima evidenza di una migrazione fuori dall'Africa viene attribuita alla specie'Homo erectus e risale a 1,7 milioni di anni fa.
Secondo la tesi più accreditata, l'Homo erectus che viveva in Africa orientale, prima sarebbe migrato in Asia e Nordafrica, e solo successivamente avrebbe colonizzato il resto dell'Africa, in conseguenza degli effetti della cosiddetta "pompa sahariana", che avrebbe determinato diverse ondate migratorie:
- un primo periodo umido africano, restringendo le latitudini del deserto, ha consentito la colonizzazione dei territori orientali al Sahara e del Nordafrica[3];
- un successivo periodo più secco ha indotto la colonizzazione del resto dell'Africa subsahariana[4].

Se la colonizzazione dell'Asia ha seguito con certezza le direttrici del Sinai e dello Yemen, per quanto riguarda la colonizzazione dell'Europa i dati non sono conclusivi. Tra 1,8 e 1,6 milioni di anni fa, infatti, non ci furono periodi nei quali il livello del mare si abbassò talmente da formare un passaggio nello stretto di Gibilterra o nel canale di Sicilia e non è ancora certo che individui del genere Homo avessero sviluppato la capacità di navigare. Quindi è da considerare il passaggio dalla Turchia o dal Caucaso.
Il fatto che tali migrazioni abbiano avuto successo solo in determinate circostanze climatiche, fa ipotizzare che l'impulso allo spostamento sia stato determinato non tanto da fattori di natura culturale quanto da fattori ecologici, perlopiù legati alla disponibilità di cibo. Le ipotesi relative riguardano tre scenari:
- la migrazione dell'Homo erectus è associata allo spostamento di molte specie animali (carnivori ed erbivori);
- la migrazione ha riguardato solo poche specie (carnivori?), correlate da medesimi stili di vita e di dieta;
- vi fu solo la diaspora dell'Homo erectus.

### Libri
- J.G. Fleagle, J.J. Shea, F.E. Grine, A.L. Baden e R.E. Leakey, Out of Africa I - The first hominin colonization of Eurasia, Springer, 2010, ISBN 9789048190355.

### Riviste
- (EN) Israel Hershkovitz, Gerhard W. Weber, Rolf Quam, Mathieu Duval, Rainer Grün, Leslie Kinsley, Avner Ayalon, Miryam Bar-Matthews, Helene Valladas, Norbert Mercier, Juan Luis Arsuaga, María Martinón-Torres, José María Bermúdez de Castro, Cinzia Fornai, Laura Martín-Francés, Rachel Sarig, Hila May, Viktoria A. Krenn, Viviane Slon, Laura Rodríguez, Rebeca García, Carlos Lorenzo, Jose Miguel Carretero, Amos Frumkin, Ruth Shahack-Gross, Daniella E. Bar-Yosef Mayer, Yaming Cui, Xinzhi Wu, Natan Peled, Iris Groman-Yaroslavski, Lior Weissbrod, Reuven Yeshurun, Alexander Tsatskin, Yossi Zaidner e Mina Weinstein-Evron, The earliest modern humans outside Africa, in Science, vol. 359, 2018,  pp. 456-459, DOI:10.1126/science.aap8369. URL consultato il 16 luglio 2025.